# زیست‌شناسی سامانه‌ها

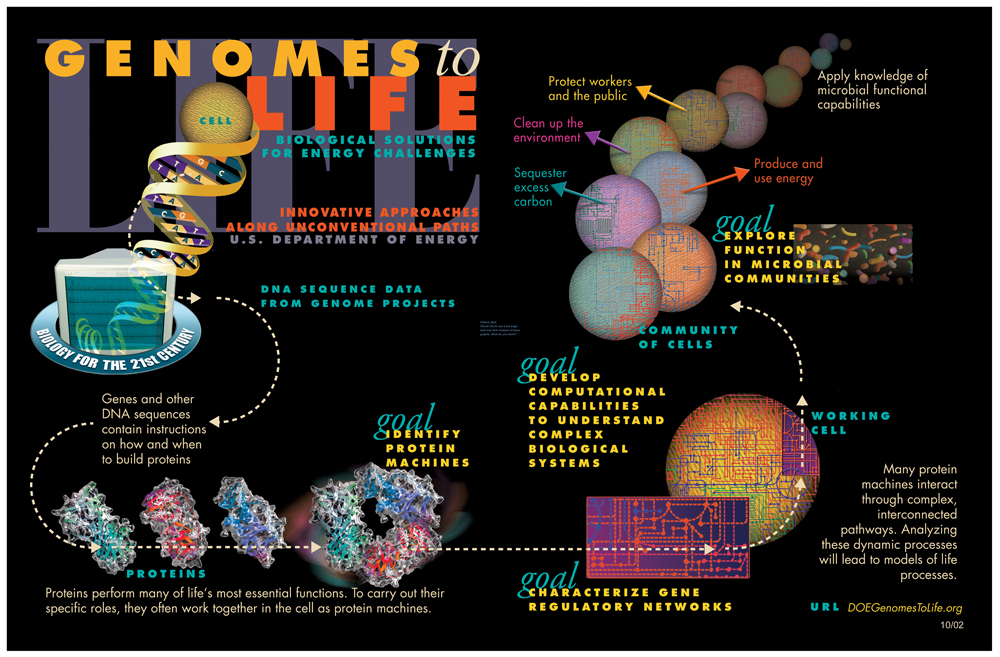
تصویری از رهیافت سامانه‌ای به زیست‌شناسی

زیست‌شناسی سامانه‌ها (به انگلیسی: Systems Biology)، تحلیل محاسباتی و ریاضیاتی، و مدل‌سازی سامانه‌های زیستی پیچیده‌است. این شاخه، یک شاخه بین رشته‌ای مطالعاتی برپایه زیست‌شناسی است که بر روی برهمکنش‌های پیچیده بین سامانه‌های زیستی تحقیق کرده، به طوری که رهیافتی کل‌نگر، به جای رهیافت سنتی فروکاست‌گرایانه، به پژوهش‌های زیست‌شناسی دارد.
از سال ۲۰۰۰ به این سو، مفهوم زیست‌شناسی سامانه‌ها به‌طور گسترده در عرصه‌های مختلفی از زیست‌شناسی به کار رفته‌است. پروژه ژنوم انسانی، نمونه‌ایی از به‌کارگیری تفکر سامانه‌ای در زیست‌شناسی است که منجر به راه‌های جدید همکاری جهت حل مسائل شاخه ژنتیک شده‌است. یکی از اهداف زیست‌شناسی سامانه‌ها، مدل‌سازی و کشف خواص ظهوریافتگی، خواص سلول‌ها، بافت‌ها وجانداران، از جنبه سامانه (یا سیستم) ایست که توصیف نظری آن تنها از طریق فنون زیست‌شناسی سامانه‌ها میسر است. چنین تحلیل‌هایی اغلب شامل شبکه‌های متابولیکی یا شبکه‌های پیام‌رسانی سلولی است.

## تاریخچه
رشته زیست‌شناسی سامانه‌ها توسط تعدادی از دانشمندان پیشرو و کنجکاو پایه‌گذاری شد؛ ولی به دلیل پتانسیل کاربردی این رشته در ابعاد مختلف علوم زیستی و پزشکی، بسیاری از شرکت‌های زیست فناوری که به دنبال تولید فراورده‌ها و داروهای زیستی هستند، با احساس نیاز به ابزاری با قدرت پیش‌بینی بالا برای مدل‌سازی و پیش‌بینی اثرات محصولات خود، با روش‌های ارزان و سریع به دنبال این رشته رفتند.
زیست‌شناسی سامانه‌ها، بین سالهای ۱۹۰۰ تا ۱۹۷۰ و با مدل‌سازی کمی سینتیک آنزیمی رونق گرفت.
از اولین شبیه‌سازی‌های عددی در زیست‌شناسی سلولی می‌توان به مدل ریاضی ساخته‌شده توسط نوروفیزیولوژیست‌های انگلیسی، آلن لوید هوچکین و اندرو فیلدینگ هاکسلی در سال ۱۹۵۲ اشاره کرد.
این مدل، نشان‌دهنده عملکرد سلولی است که از تعامل بین دو مؤلفه مولکولی مختلف پتاسیم و سدیم ناشی می‌شود و بنابراین می‌تواند به عنوان آغاز زیست‌شناسی محاسباتی سامانه‌ها در نظر گرفته شود. همچنین در سال ۱۹۵۲، آلن تورینگ، «مبانی شیمیایی مورفوژنز» را منتشر کرد و نحوه ایجاد یکنواختی در یک سیستم بیولوژیکی همگن را توضیح داد.
در سال ۱۹۶۰، اولین مدل کامپیوتری ضربان‌ساز قلب توسط دنیس نوبل ساخته شد.
دهه‌های ۱۹۶۰ و ۱۹۷۰ چندین رویکرد برای مطالعه سیستم‌های مولکولی پیچیده، مانند تجزیه و تحلیل کنترل متابولیک و نظریه سیستم‌های بیوشیمیایی ارائه شد. موفقیت‌های زیست‌شناسی سلولی مولکولی در طول دهه ۱۹۸۰، موضوع الگوسازی کمی فرایندهای بیولوژیکی را به یک زمینه فرعی تبدیل کرد.
با ظهور ژنومیک عملکردی در دهه ۱۹۹۰، مقادیر زیادی از داده‌های با کیفیت بالا در دسترس قرار گرفتند. این داده‌ها در نتیجه افزایش توانایی محاسبات، توسط مدل‌های واقع گرایانه تری تحلیل شدند.
در سال ۱۹۹۲ تا ۱۹۹۴، مقالاتی در زمینه‌های پزشکی سیستم‌ها، ژنتیک سیستم‌ها و مهندسی بیولوژیکی سیستم در چین منتشر شد. در سال ۱۹۹۷، گروه Masaru Tomita اولین مدل ریاضی متابولیسم یک سلول (فرضی) کامل را منتشر کرد.
در حدود سال ۲۰۰۰، مؤسساتی در سیاتل و توکیو، با تکمیل پروژه‌های مختلف ژنومی، افزایش داده‌ها حاصل از omicها (به عنوان مثال، ژنومیک و پروتئومیک) و به‌کارگیری روش‌های بیوانفورماتیک، موجب پیشرفت‌هایی در زمینه سامانه‌های زیستی شدند.
در سال ۲۰۰۳، مؤسسه فناوری ماساچوست، روشی با مدل‌کردن همه سلول از طریق تجمیع پویای چندین مدل‌های مسیر مولکولی را شروع کردند. به دنبال آن، مؤسسات تحقیقاتی مختلفی در زمینه زیست‌شناسی سامانه‌ها توسعه یافتند.از تابستان سال ۲۰۰۶، به دلیل کمبود نیرو در این رشته، چندین برنامه آموزشی برای دانشجویان دکتری در نقاط مختلف جهان ایجاد شده‌است.
امروزه با تولد این شاخه از علم در زمینه سلامت و بیماری‌های ژنتیکی و سرطان، امید می‌رود بتوان تمام اتفاقاتی که در سلول‌های بیمار و سالم اتفاق می‌افتد را مدل‌سازی و با هم مقایسه کرد و به علت اصلی بیماری‌ها و درمان آن‌ها پی برد.

## رشته‌های مرتبط
با توجه به تعریف زیست‌شناسی سامانه‌ها به عنوان توانایی دستیابی، ادغام و تجزیه و تحلیل مجموعه‌ای از داده‌های پیچیده تجربی با استفاده از ابزارهای میان‌رشته‌ای، برخی از فناوری‌های اصلی این رشته به شرح زیر است:
- فنومیک: تنوع موجودات زنده از لحاظ فنوتیپ، که در طی زندگی آن تغییر می‌کند
- ژنومیک: توالی ارگانیسم دی‌ان‌ای که شامل تغییرات خاص درون‌ارگانیکی سلول، یا به عبارت دیگر تغییر طول تلومر است.
- اپی ژنتیک: فاکتورهای تنظیم‌کننده رونویسی ارگانیسم و سلولی که در توالی ژنومی به صورت تجربی رمزگذاری نشده‌است.
- رونویسی: ارگانیسم، بافت یا اندازه‌گیری تمام بیان ژن سلول به کمک ریزآرایه دی‌ان‌ای یا آنالیز سری بیان ژن.
- تعاملات: فعل و انفعالات ارگانیسم، بافت، سلول یا تعاملات مولکولی داخل سلول.

از فناوری‌های فرعی این رشته می‌توان به موارد زیر اشاره کرد:
- روش‌هایی برای تشخیص پروتئین‌های اصلاح‌شده مانند فسفوپروتئومیک‌ها و گلیکوپروتئومی‌ها.
- متابولومیکس: اندازه‌گیری مولکول‌های کوچکی که به عنوان متابولیت، در سطح ارگانیسم، سلول یا بافت شناخته می‌شوند.[۱۸]
- گلیکومیک: اندازه‌گیری کربوهیدرات در ارگانیسم، بافت یا در سطح سلول.
- لیپیدومیک: اندازه‌گیری چربی در ارگانیسم، بافت یا در سطح سلول.

علاوه بر موارد بالا، فناوری‌های دیگری برای تجزیه و تحلیل تعاملات درون سلول وجود دارد. در حال حاضر، رشته مولکولی معتبر در این زمینه، مطالعه تعامل پروتئین-پروتئین است؛ باید درنظر داشت حضور این رشته، مانع از ورود سایر رشته‌های مولکولی به این زمینه نمی‌شود.
رشته‌های مولکولی نیز شامل موارد زیر هستند:
- نوروالکترودینامیک یا کدینگ عصبی: یک شبکه ارگانسیم است که در آن، عملکرد محاسبات مغز، به عنوان یک سیستم پویا شامل مکانیسم‌های بیوفیزیکی و محاسباتی به کمک برهم‌کنش‌های الکتریکی مطالعه می‌شود.[۱۹]
- فلوکسیک: اندازه‌گیری تغییرات مولکولی در گذر زمان در سیستمی مانند سلول، بافت یا ارگانیسم.
- زیست‌شناسی یا بیومیک: تجزیه و تحلیل زیست‌بوم‌ها.
- بیوکینماتیک مولکولی: مطالعه «زیست‌شناسی در حال حرکت» که نحوه گذر سلول‌ها، بین حالت‌های پایدار را بررسی می‌کند.

در حل مسائل زیست‌شناسی سامانه‌ها، دو رویکرد اصلی بالا به پایین و پایین به بالا وجود دارد. رویکرد بالا به پایین تا حد امکان سیستم را درنظر گرفته و به نتایج تجربی متکی است. روش توالی‌یابی آران‌ای، نمونه‌ای از یک رویکرد بالا به پایین است. در مقابل، از روش پایین به بالا برای ایجاد مدل‌های دقیق، در داده‌های تجربی استفاده می‌شود. نمونه‌ای از این روش، استفاده از مدل‌های مداری برای توصیف شبکه ژنی ساده است.
فناوری‌های مختلفی برای بررسی و ذخیره تغییرات mRNAها، پروتئین‌ها و تغییرات پس از فرایند ترجمه، به کار رفته‌است. برخی از این فناوری‌ها در ادامه ذکر شده‌اند:
- مکانوبیولوژی (زیست‌شناسی مکانیک): نیروها، خصوصیات فیزیکی و تعاملات این اعضا با سایر مکانیزم‌های تنظیمی[۲۱]
- بیوسیمیوتیک: تجزیه و تحلیل سیستم روابط ارگانیسم‌ها یا سایر سسیستم‌های زیستی
- فیزیومیکس: مطالعه سیستماتیکی فیزیوم در زیست‌شناسی

زیست‌شناسی سامانه‌های سرطانی از دیگر نمونه‌های رشته زیست‌شناسی سامانه‌ها است که به هدف سرطان‌زایی و مطالعه درمان‌های سرطان به وجود آمده‌است. این رشته، از داده‌های خاصی مانند داده‌های توصیفی ژنوم سرطانی تومور بیماران و هم‌چنین ابزارهایی هم‌چون رده سلولی نامیرا، مدل‌های موش برای تومورزایی، روش‌های توالی‌یابی دی‌ان‌ای و مدل‌سازی محاسباتی از پیامدهای جهش و بی‌ثباتی ژنوم، استفاده می‌کند. هدف بلندمدت این رویکرد، تشخیص بهتر سرطان، طبقه‌بندی و پیش‌بینی بهتر از نتیجه یک درمان پیشنهادی است. تلاش‌های قابل‌توجه‌ای در این رشته، سبب ایجاد چندین مقیاس واقعی در مدل‌های درون‌رایانه‌ای برای تومورهای مختلف شده‌است.
زیست‌شناسی سامانه‌ها، اغلب به توسعه مدل‌های مکانیکی مانند بازسازی سامانه پویا می‌پردازد.
به عنوان مثال، یک شبکه سلولی را می‌توان با استفاده از روش‌هایی هم‌چون سینتیک شیمیایی و نظریه کنترل، مدل‌سازی کرد. با توجه به تعداد زیاد پارامترها و محدودیت‌ها در شبکه‌های سلولی، معمولاً از تکنیک‌های عددی و محاسباتی استفاده می‌شود. (به عنوان مثال تجزیه و تحلیل تعادل شار)

## بیوانفورماتیک و تجزیه و تحلیل داده‌ها
علوم کامپیوتر، انفورماتیک و آمار، در زیست‌شناسی سامانه‌ها کاربرد فراوانی دارد. برای مثال، مدل‌های محاسباتی مانند:
- استفاده از جبرهای پردازه در مدلسازی فرایندهای بیولوژیکی (مانند محاسبه تصادفی BioAmbients ,Beta Binders، π-calculus و حساب Brane) و هم‌چنین مدل‌سازی‌ها در دریافت و ادغام اطلاعات از متون، با استفاده از تکنیک‌های استخراج اطلاعات و متن‌کاوی[۲۸]
- توسعه پایگاه‌داده‌های آنلاین برای به اشتراک گذاشتن داده‌ها و مدل‌ها، و هم‌چنین رویکردهایی برای ادغام پایگاه‌داده نرم‌افزارها از طریق برقراری ارتباط میان آن دو یا همراهی آزادانه، مانند وب سایتها و پایگاه‌داده‌های تجاری
- روش‌های مبتنی بر شبکه برای تجزیه و تحلیل داده‌های ژنتیکی در مقیاس بالا. به عنوان مثال، می‌توان به تجزیه و تحلیل شبکه همبستگی وزنی برای شناسایی خوشه‌ها (ماژول‌ها)، مدل‌سازی ارتباط بین خوشه‌ها، و شناسایی قطب‌های درون خوشه‌ها برای مطالعه حفظ خوشه اشاره کرد.
- روش‌های مبتنی بر مسیریابی برای تجزیه و تحلیل داده‌های امیک. به عنوان مثال، می‌توان به روش‌هایی که برای شناسایی و امتیاز دادن مسیرها با فعالیت خاص ژن، پروتئین یا عضوهای متابولیتی آن‌ها، اشاره کرد.[۲۹]

در ادامه، مثال‌هایی از بیوانفرماتیک در زیست‌شناسی سامانه‌ها ارائه می‌شود:
- مدل‌سازی تک سلولی:

در طول تاریخ، تلاش‌های بسیاری برای شبیه‌سازی‌های تک‌سلولی ارائه شده‌است. یکی از تلاش‌های انجام‌شده توسط پژوهشگران ژاپن، شبیه‌سازی همه‌جانبه عملکرد سلول در مقیاس کوچک بود. منظور از مقیاس کوچک، بررسی سلولی است که قادر به تغذیه بوده و حداقل پردازش را برای زنده‌ماندن داشته‌باشد. به این سیستم، ecell گفته می‌شود. در این سیستم، برای مدل‌سازی فعالیت‌های شیمیایی سلول، از معادلات دیفرانسیل استفاده می‌شود. تلاش دیگری در آمریکا با نام vcell انجام گرفت. در این سیستم نیز مانند مطالعه پژوهشگران ژاپن، مدل‌سازی فعالیت‌های شیمیایی سلول، با استفاده از معادلات دیفرانسیل انجام شد. ایده اصلی این تحقیقات، به‌کاربردن مدل‌های پیش‌بینی برای مطالعه چرخه‌ای است که در منجر به نتیجه‌گیری یا تغییر برخی مسیرها می‌شود. مدل‌های پیش‌بینی‌شده در سطح بیان ژن با سلول‌های واقعی مقایسه می‌شوند که باعث می‌شود برداشت درستی از عملکرد سیستم‌های پیچیده سلولی حاصل شود. علاوه بر این، این فعالیت‌ها، قابلیت زیادی در استفاده از یافته‌های دارویی فراهم ساخته و در نتیجه هزینه‌های تولید دارو را به طرز چشمگیری کاهش می‌دهد. مدل‌های سلولی همچنین می‌تواند پژوهشگر را در کشف مشکلات احتمالی مانند تداخلات دارویی نامطلوب کمک کند که به عنوان یک اقدام پیشگیرانه، ارزشمند است.
- سیستم‌های چندسلولی درون‌رایانه‌ای:

از آن‌جا که مدل‌سازی یک تک‌سلولی، دید کمی نسبت به فرایندهای چندسلولی و به‌ویژه بیماری‌های چندسلولی می‌دهد، شبیه‌سازی تک‌سلولی باید در سیستم‌های چندسلولی درون‌رایانه‌ای نیز صورت گیرد. نرم‌افزارها، در سطح سلول، سلول را در مقیاس کوچک، اما با جزئیات کافی مدل می‌کنند تا شبکه‌های سیگنال‌دهی سلول را شامل شود.
در سطح ژنوم، شبکه‌های ژنومی، نه تنها مدل‌سازی شده بلکه با سایر مدل‌های سلولی و چندسلولی ادغام می‌شوند تا تغییرات شبکه، در یک ساختار ۴ بعدی پویا مشاهده شود.
نکته قابل توجه این است که برای مدل‌سازی چنین پدیده‌هایی، باید بین جزئیات، به گونه‌ای تعادل برقرار شود که درک سیستم و عملکرد آن، امکان‌پذیر باشد.
شاید بزرگترین توانایی چنین سیستم‌هایی در سطح عملکرد ژنوم در ابعاد سلول و محیط چند سلولی آن، ایجاد آگاهی برای دانشمندانی است که درحال تلاش برای یافتن معنی ژنوم و پروتئوم هستند. توانایی جهش ژنوم و دیدن اثرات سریع آن در سیستم چندسلولی درون‌رایانه‌ای، ابزاری بی‌سابقه برای آزمایش فرضیه‌ها و مدل‌های پژوهشگران است. با توجه به اینکه انجام یک جهش درون‌جانداری یا درون‌کشتگاهی، می‌تواند ماه‌ها در آزمایشگاه به طول انجامد، کاهش این زمان به دو یا سه ثانیه، برای پژوهشگران، از مزایای قابل توجه این سیستم‌ها است.

## زیست‌شناسی سامانه‌ها و یادگیری ماشین

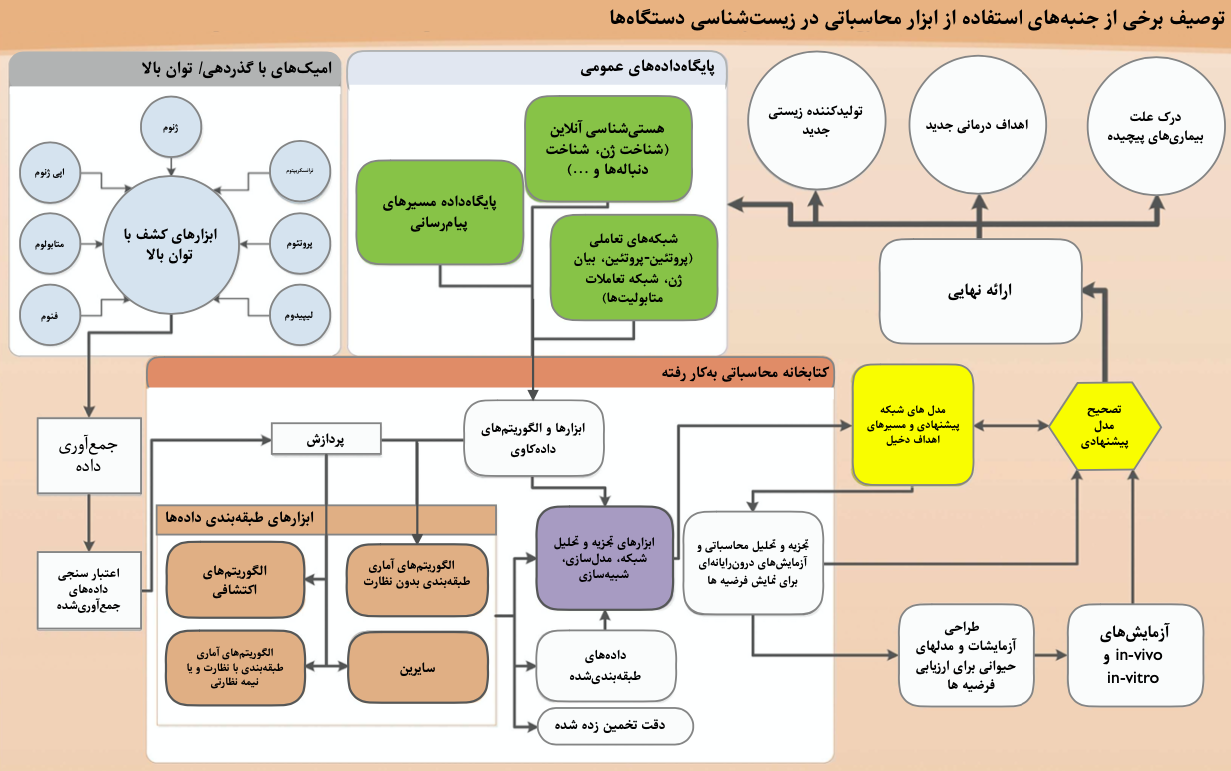
ابزارهای محاسباتی در زمینه زیست‌شناسی سامانه‌ها

استفاده از فناوری‌های محاسباتی توان بالا، به درک سیستم‌های پیچیده بیولوژیکی و وابستگی متقابل سلولی کمک کرده و امکان کشف عملکرد یک سیستم را به محقق می‌دهد. چالش بزرگ، درک وابستگی‌های متقابل بین مسیرها با توجه به پیچیدگی سیستم بیولوژیکی است. شکل مقابل، استفاده از ابزارهای محاسباتی در زیست‌شناسی سامانه‌ها را نشان می‌دهد.
فناوری‌های محاسباتی توان بالا، مجموعه زیادی از نقاط‌داده را به عنوان ورودی دریافت می‌کنند. هر نقطه‌داده در مطالعات سامانه‌های زیستی، یک بردار چندبعدی است که m بعد آن، ویژگی‌های بیوشیمیایی، جنبشی و HT-omic بدست‌آمده از آزمایش‌ها و جمع‌آوری‌شده از پایگاه‌داده‌های عمومی را توصیف می‌کند و همچنین با n بعد دیگر، که ویژگی‌های فنوتیپی را به عنوان هدف شرح می‌دهد، هم‌بسته‌است.
اولین هدف تحلیل محاسباتی در زیست‌شناسی دستگاه، طبقه‌بندی داده‌هایی که ویژگی‌های مشابه دارند، است. این طبقه‌بندی، به‌طور گسترده، به کمک الگوریتم‌های بدون نظارت الگویابی یا الگوریتم‌های یادگیری ماشین، استفاده می‌شود و می‌تواند الگوهای موجود در داده‌های ارائه‌شده توسط تکنیک‌های HT-omic را شناسایی کند.
الگوریتم‌های بدون نظارت، الگوریتم‌هایی برای کشف الگو، با هدف درک ساختار یک مجموعه داده معین هستند.
خانواده الگوریتم‌های یادگیری بدون نظارت، شامل چندین تکنیک مانند K-means، تحلیل عامل‌ها یا فاکتورها، تجزیه و تحلیل مؤلفه‌های اصلی (PCA)، تجزیه و تحلیل مؤلفه‌های مستقل (ICA) و نقشه‌های سلسله مراتبی و خودسازماندهی (SOM) می‌باشند. این روش، برخلاف روش یادگیری نظارت‌شده‌است که براساس دسته‌بندی داده‌های اولیه (داده‌های آموزش)، یادگیری صورت می‌گیرد.
در سامانه‌های زیستی، چنین ابزارهایی، ژن‌های با الگوی بیان مشابه، متابولیت‌های در معرض تغییرات مشابه و پروتئین‌های با الگوی ترجمه مشابه را در یک دسته قرار می‌دهند. چنین الگوهایی برای بررسی داده‌های بزرگ حاصل از مطالعات ریزآرایه دی‌ان‌ای و مطالعات طیف‌سنجی جرمی ضروری است. الگوریتم‌های الگویابی، به یافتن ژن‌های هم‌بیان‌شده و پروتئین‌های هم‌تنظیم‌شده کمک کرده و همچنین میان تنظیم پروتئومیک با تنظیم ژنومیک ارتباط برقرار می‌کند.
همچنین، تکنیک‌های طبقه‌بندی مبتنی بر پایگاه دانش، مانند شبکه عصبی مدل SOM، برای یافتن داده‌های مشابه و قراردادن آن‌ها در یک توپولوژی به‌هم‌متصل، به‌کار می‌رود. SOMها، شبکه عصبی مصنوعی هستند که به‌طور معمول، به روش بدون نظارت آموزش می‌بینند تا ابعاد فضای ورودی را کاهش دهند. هم‌چنین در مطالعه‌ای از SOMها، به عنوان ابزاری برای بررسی فقدان تمرکز مرکزی در بیماری اوتیسم استفاده شد.

## ارجاعات
1. 1 2 3  Tavassoly, Iman; Goldfarb, Joseph; Iyengar, Ravi (2018-10-04). "Systems biology primer: the basic methods and approaches". Essays in Biochemistry. 62 (4): 487–500. doi:10.1042/EBC20180003. ISSN 0071-1365. PMID 30287586.
2. ↑  Zewail, Ahmed (2008). Physical Biology: From Atoms to Medicine. Imperial College Press. p. 339.
3. ↑  Longo, Giuseppe; Montévil, Maël (2014). Perspectives on Organisms - Springer. Lecture Notes in Morphogenesis. doi:10.1007/978-3-642-35938-5. ISBN 978-3-642-35937-8. S2CID 27653540.
4. ↑  Bu Z, Callaway DJ (2011). "Proteins MOVE! Protein dynamics and long-range allostery in cell signaling". Protein Structure and Diseases. Advances in Protein Chemistry and Structural Biology. Vol. 83. pp. 163–221. doi:10.1016/B978-0-12-381262-9.00005-7. ISBN 978-0-12-381262-9. PMID 21570668.
5. ↑  Hodgkin, Alan L; Huxley, Andrew F (28 August 1952). "A quantitative description of membrane current and its application to conduction and excitation in nerve". Journal of Physiology. 117 (4): 500–544. doi:10.1113/jphysiol.1952.sp004764. PMC 1392413. PMID 12991237. {{cite journal}}: Cite has empty unknown parameters: |1= و |2= (help)
6. ↑  Le Novère, Nicolas (13 June 2007). "The long journey to a Systems Biology of neuronal function". BMC Systems Biology. 1: 28. doi:10.1186/1752-0509-1-28. PMC 1904462. PMID 17567903.
7. ↑  Turing, A.M. (1952). "The Chemical Basis of Morphogenesis" (PDF). Philosophical Transactions of the Royal Society B: Biological Sciences. 237 (641): 37–72. Bibcode:1952RSPTB.237...37T. doi:10.1098/rstb.1952.0012. JSTOR 92463. {{cite journal}}: Cite has empty unknown parameter: |1= (help)
8. ↑  Noble, Denis (5 November 1960). "Cardiac action and pacemaker potentials based on the Hodgkin-Huxley equations". Nature. 188 (4749): 495–497. Bibcode:1960Natur.188..495N. doi:10.1038/188495b0. PMID 13729365. {{cite journal}}: Cite has empty unknown parameter: |1= (help)
9. ↑  Hunter, Philip (May 2012). "Back down to Earth: Even if it has not yet lived up to its promises, systems biology has now matured and is about to deliver its first results". EMBO Reports. 13 (5): 408–411. doi:10.1038/embor.2012.49. PMC 3343359. PMID 22491028.
10. ↑  B.  J. Zeng, "On the holographic model of human body", 1st National Conference of Comparative
Studies Traditional Chinese Medicine and West Medicine, Medicine and Philosophy, April 1992 ("systems medicine and pharmacology" termed).
11. ↑  Zeng (B.) J. , On the concept of system biological engineering, Communication on Transgenic Animals, No. 6, June, 1994.
12. ↑  B.  J. Zeng, "Transgenic animal expression system – transgenic egg plan (goldegg plan)",
Communication on Transgenic Animal, Vol.1, No.11, 1994 (on the concept of system genetics and term coined).
13. ↑  B.  J. Zeng, "From positive to synthetic science", Communication on Transgenic Animals, No. 11, 1995 (on systems medicine).
14. ↑  B.  J. Zeng, "The structure theory of self-organization systems", Communication on Transgenic Animals,
No.8-10, 1996. Etc.
15. ↑  Tomita, Masaru Tomita; Hashimoto, Kenta; Takahashi, Kouichi; Shimizu, Thomas S; Matsuzaki, Yuri; Miyoshi, Fumihiko; Saito, Kanako; Tanida, Sakura;  et al. (1997). "E-CELL: Software Environment for Whole Cell Simulation". Genome Inform Ser Workshop Genome Inform. 8: 147–155. PMID 11072314. Retrieved 15 June 2011.
16. ↑  Ayyadurai, VA; Dewey, CF (March 2011). "CytoSolve: A Scalable Computational Method for Dynamic Integration of Multiple Molecular Pathway Models". Cell Mol Bioeng. 4 (1): 28–45. doi:10.1007/s12195-010-0143-x. PMC 3032229. PMID 21423324.
17. ↑  Kling, Jim (3 March 2006). "Working the Systems". Science. Archived from the original on 9 July 2011. Retrieved 15 June 2011.
18. ↑  Cascante, Marta; Marin, Silvia (2008-09-30). "Metabolomics and fluxomics approaches". Essays in Biochemistry (به انگلیسی). 45: 67–82. doi:10.1042/bse0450067. ISSN 0071-1365. PMID 18793124.
19. ↑  Aur, Dorian (2012). "From Neuroelectrodynamics to Thinking Machines". Cognitive Computation (به انگلیسی). 4 (1): 4–12. doi:10.1007/s12559-011-9106-3. ISSN 1866-9956.
20. ↑  Loor, Khuram Shahzad and Juan J. (2012-07-31). "Application of Top-Down and Bottom-up Systems Approaches in Ruminant Physiology and Metabolism". Current Genomics (به انگلیسی). 13 (5): 379–394. doi:10.2174/138920212801619269. PMC 3401895. PMID 23372424.
21. ↑  Spill, Fabian; Bakal, Chris; Mak, Michael (2018). "Mechanical and Systems Biology of Cancer". Computational and Structural Biotechnology Journal. 16: 237–245. arXiv:1807.08990. Bibcode:2018arXiv180708990S. doi:10.1016/j.csbj.2018.07.002. PMC 6077126. PMID 30105089.
22. ↑  Barillot, Emmanuel; Calzone, Laurence; Hupe, Philippe; Vert, Jean-Philippe; Zinovyev, Andrei (2012). Computational Systems Biology of Cancer. Chapman & Hall/CRCMathematical & Computational Biology. p. 461. ISBN 978-1-4398-3144-1.
23. ↑  Byrne, Helen M. (2010). "Dissecting cancer through mathematics: from the cell to the animal model". Nature Reviews Cancer. 10 (3): 221–230. doi:10.1038/nrc2808. PMID 20179714.
24. ↑  Gardner, Timothy .S; di Bernardo, Diego; Lorenz, David; Collins, James J. (4 July 2003). "Inferring Genetic Networks and Identifying Compound Mode of Action via Expression Profiling". Science. 301 (5629): 102–105. doi:10.1126/science.1081900. PMID 12843395.
25. ↑  di Bernardo, Diego; Thompson, Michael J.; Gardner, Timothy S.; Chobot, Sarah E.; Eastwood, Erin L.; Wojtovich, Andrew P.; Elliott, Sean J.; Schaus, Scott E.; Collins, James J. (March 2005). "Chemogenomic profiling on a genome-wide scale using reverse-engineered gene networks". Nature Biotechnology. 23 (3): 377–383. doi:10.1038/nbt1075. PMID 15765094.
26. 1 2  Tavassoly, Iman (2015). Dynamics of Cell Fate Decision Mediated by the Interplay of Autophagy and Apoptosis in Cancer Cells. Springer Theses. Springer International Publishing. doi:10.1007/978-3-319-14962-2. ISBN 978-3-319-14961-5.
27. ↑  Korkut, A; Wang, W; Demir, E; Aksoy, BA; Jing, X; Molinelli, EJ; Babur, Ö; Bemis, DL; Onur Sumer, S; Solit, DB; Pratilas, CA; Sander, C (18 August 2015). "Perturbation biology nominates upstream-downstream drug combinations in RAF inhibitor resistant melanoma cells". eLife. 4. doi:10.7554/eLife.04640. PMC 4539601. PMID 26284497.
28. ↑  Ananadou, Sophia; Kell, Douglas; Tsujii, Jun-ichi (December 2006). "Text mining and its potential applications in systems biology". Trends in Biotechnology. 24 (12): 571–579. doi:10.1016/j.tibtech.2006.10.002. PMID 17045684.
29. ↑  Glaab, Enrico; Schneider, Reinhard (2012). "PathVar: analysis of gene and protein expression variance in cellular pathways using microarray data". Bioinformatics. 28 (3): 446–447. doi:10.1093/bioinformatics/btr656. PMC 3268235. PMID 22123829.
30. ↑  Werner, Eric (2002). "PathVar: Bioinformatics and Systems Biology". Bioinformatics (3): 4–5.
31. ↑  in vivo
32. ↑  in vitro
33. ↑  Alawieh, Ali; Zaraket, Fadi A.; Li, Jian-Liang; Mondello, Stefania; Nokkari, Amaly; Razafsha, Mahdi; Fadlallah, Bilal; Boustany, Rose-Mary; Kobeissy, Firas H. (2012). "PathVar: Systems biology, bioinformatics, and biomarkers in neuropsychiatry". Bioinformatics: 6–7. doi:10.3389/bioinformatics/btr656. PMC 3529307. PMID 23269912.

## برای مطالعهٔ بیشتر
- Klipp, Edda; Liebermeister, Wolfram; Wierling, Christoph; Kowald, Axel (2016). Systems Biology - A Textbook, 2nd edition. Wiley. ISBN 978-3-527-33636-4.
- Asfar S. Azmi, ed. (2012). Systems Biology in Cancer Research and Drug Discovery. ISBN 978-94-007-4819-4.
- Kitano, Hiroaki (15 October 2001). Foundations of Systems Biology. MIT Press. ISBN 978-0-262-11266-6.
- Werner, Eric (29 March 2007). "All systems go". Nature. 446 (7135): 493–494. Bibcode:2007Natur.446..493W. doi:10.1038/446493a. provides a comparative review of three books:
- Alon, Uri (7 July 2006). An Introduction to Systems Biology: Design Principles of Biological Circuits. Chapman & Hall. ISBN 978-1-58488-642-6.
- Kaneko, Kunihiko (15 September 2006). Life: An Introduction to Complex Systems Biology. Springer-Verlag. Bibcode:2006lics.book.....K. ISBN 978-3-540-32666-3.
- Palsson, Bernhard O. (16 January 2006). Systems Biology: Properties of Reconstructed Networks. Cambridge University Press. ISBN 978-0-521-85903-5.
- Werner Dubitzky; Olaf Wolkenhauer; Hiroki Yokota; Kwan-Hyun Cho, eds. (13 August 2013). Encyclopedia of Systems Biology. Springer-Verlag. ISBN 978-1-4419-9864-4.